# Can Savalls (la Pera)
Can Savalls és un mas als afores de la Pera (al Baix Empordà), prop del camí de Riuràs. La masia data dels segles XVII-XVIII, època a la qual pertanyen les dates inscrites a diversos llocs de l'habitatge. Hi va néixer el popular general carlí Francesc Savalls i Massot (1817-1885). és un gran casal de planta rectangular, de pedra, amb coberta de teula a dues vessants. La façana principal, orientada a llevant, mostra arcades de mig punt que serveixen de suport a la terrassa del primer pis. La porta principal d'accés és allindada, amb un gran bloc de pedra on hi ha la data del 1749. El mas conserva interessants interiors, amb sales que mostren la decoració original.